# كطيوة الجبل (آيت بوأولى)
كطيوة الجبل هي إحدى مشيخات المملكة المغربية، تتبع جغرافيا لإقليم أزيلال وإداريًا لآيت بوأولى. يقدر عدد سكانها بـ 3318 نسمة حسب الإحصاء الرسمي للسكان والسكنى لسنة 2004.